# Johan Hegg

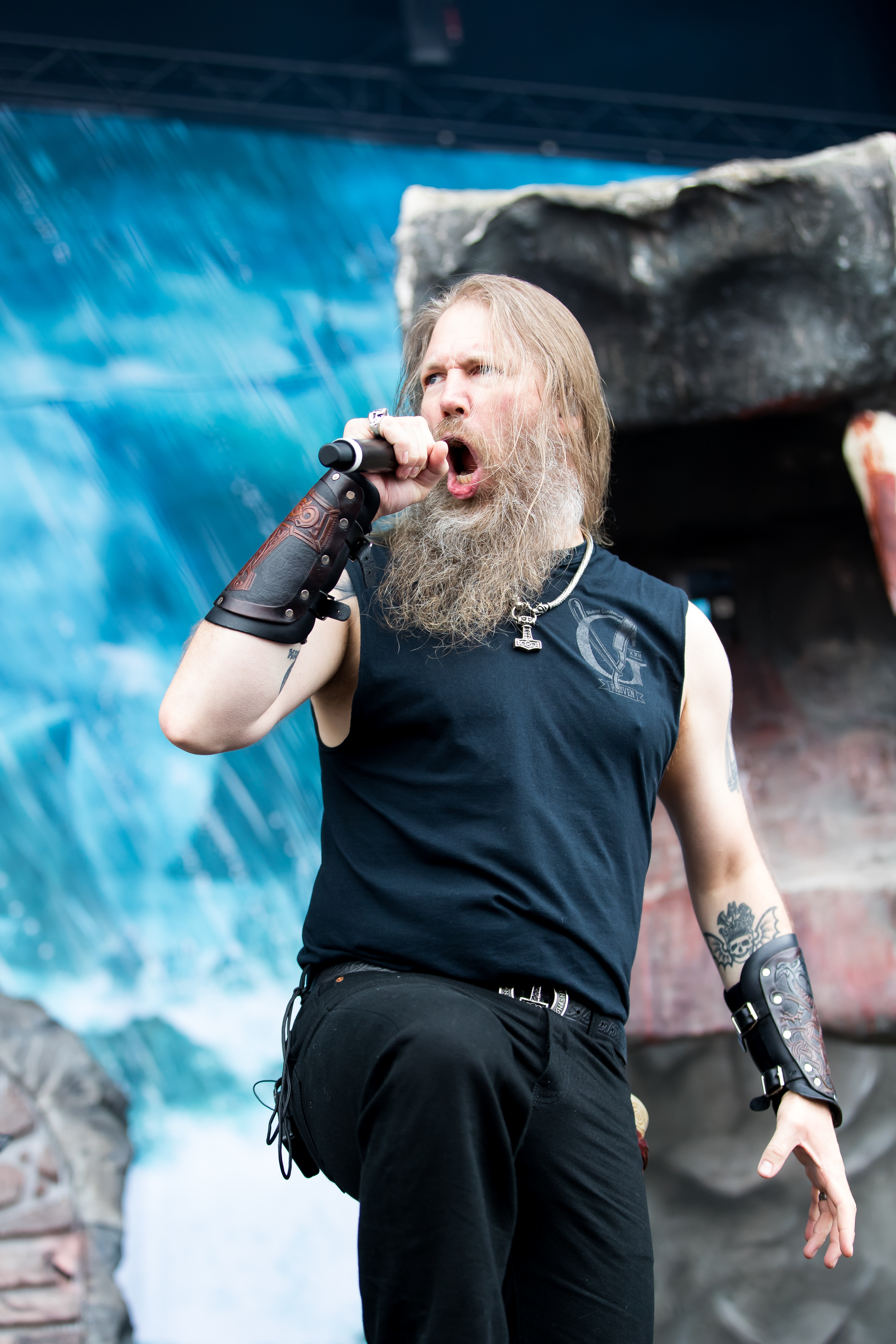
Johan Hegg live 2016

Johan Hans Hegg (* 29. April 1973) ist ein schwedischer Musiker und Schauspieler. Bekannt wurde er als Sänger der Band Amon Amarth.

## Werdegang
Der Sohn eines Polizisten kam Anfang der 1980er Jahre durch einen Nachbarsjungen zum Heavy Metal. 1992 bewarb er sich nach dem Weggang von Paul „Themgoroth“ Nordgrim zu Dark Funeral als Sänger der Band Scum. Nach anfänglicher Skepsis erhielt er den Posten, nachdem Hegg mit den anderen Musikern der Band in einer Kneipe saß und das Lied The Final Countdown von der Band Europe growlend mitsang. Nach weiteren Besetzungswechseln änderten Scum ihren Namen in Amon Amarth und stiegen in den folgenden Jahren zu einer der erfolgreichsten Death-Metal-Bands der Welt auf.
Mit Amon Amarth veröffentlichte Hegg elf Studioalben. Darüber hinaus trat er mehrfach als Gastsänger auf, unter anderem bei den Bands Purgatory, The Project Hate MCMXCIX und Evocation. Im Jahre 2014 war Hegg als Schauspieler in dem Film Northmen – A Viking Saga zu sehen. Ebenfalls im Jahre 2014 spielte Hegg gemeinsam mit seiner Ehefrau in dem Musikvideo für das Lied Out of the City der Band Audrey Horne mit.
Johan Hegg ist verheiratet und wohnt mit seiner Frau in der Nähe von Örebro. Er arbeitete ursprünglich in einem Supermarkt und später als Handelsvertreter für Käse und Milchprodukte. Nachdem seine Band Amon Amarth immer erfolgreicher wurde, gab Hegg diese Stelle auf und arbeitete zeitweilig als LKW-Fahrer.

## Diskografie
mit Amon Amarth
siehe Amon Amarth/Diskografie
als Gastmusiker
- 2000: Purgatory – diverse Hintergrundgesänge auf dem Album Blessed With Flames of Hate
- 2009: The Project Hate MCMXCIX – Our Wrath Will Rain Down from the Sky auf dem Album The Lustrate Process
- 2012: Evocation – Into Submission auf dem Album Illusions of Grandeur
- 2018: Saxon – Predator auf dem Album Thunderbolt
- 2018: Doro – If I Can't Have You, No One Will auf dem Album Forever Warriors, Forever United
- 2018: Metal Allegiance – King with a Paper Crown auf dem Album Volume II: Power Drunk Majesty
- 2020: In Extremo – Wer kann segeln ohne Wind auf dem Album Kompass zur Sonne
- 2021: Powerwolf – Nightside of Siberia auf dem Album Call of the Wild

## Filmografie
- 2014: Northmen – A Viking Saga